# Gornja Pačetina
Gornja Pačetina is een plaats in de gemeente Krapina in de Kroatische provincie Krapina-Zagorje. De plaats telt 444 inwoners (2001).